# Mariano Gomez

Porträt Marinao Gomez

Mariano Gómez y Guard (* 2. August 1799 in Manila; † 17. Februar 1872 in Manila) war ein philippinischer Priester der römisch-katholischen Kirche, der sich für Reformen in der spanischen Kolonie der Philippinen einsetzte. Er gilt als ein Nationalheld der Philippinen.

## Leben
Gómez wurde als Sohn von Francisco Gómez and Martina Guard in Santa Cruz, einem heutigen Stadtteil von Manila, geboren. Er studierte Theologie, zuerst am Colegio de San Juan de Letran und später an der Päpstlichen und Königlichen Universität des heiligen Thomas von Aquin in Manila. Im Alter von 25 Jahren empfing er die Priesterweihe und war in Bacoor, Provinz Cavite, tätig. Gómez galt als Multitalent: Er betreute seine Gemeinde nicht nur in seelsorgerischen und juristischen Angelegenheiten, sondern er lehrte auch neue Techniken in der Landwirtschaft und dem Hausbau. Darüber hinaus veröffentlichte er in der Zeitung La verdad („Die Wahrheit“) gesellschaftskritische Artikel und prangerte Missstände im Bereich der Kolonialverwaltung und der Mönchsorden an. Dies machte ihn bei den geistlichen und weltlichen Machthabern verdächtig. Er arbeitete eng mit Jacinto Zamora und Jose Burgos in der Reformkommission zusammen, mit denen er als das GOMBURZA-Trio in die philippinische Geschichte einging.
Nachdem er im Januar 1872 infolge des Cavite-Aufstandes verhaftet worden war, klagte man ihn der Subversion an. Am 6. Februar wurde er schuldig gesprochen und zum Tode durch die Garotte verurteilt. Die Hinrichtung fand am 17. Februar 1872 auf dem Gelände des heutigen Rizal-Parks statt. Über seine Hinrichtung ist bekannt, dass er, ohne zu zögern, den Weg zur Garotte beschritt. Seine letzten Worte waren: „Ich weiß, dass sich nicht ein einziges Blatt ohne Gott, den Schöpfer, bewegt. Wenn er will, dass ich hier auf diesem Platz sterbe, dann soll es so sein.“ Der Tod des Gomburza-Trios empörte die philippinische Öffentlichkeit und inspirierte später die Bewegung der Illostrados und die Propagandabewegung philippinischer Studenten in Europa, die 1892 zur Gründung der Liga Filipina, des Katipunan und 1896 der philippinischen Revolution führte. José Rizal setzte Jacinto Zamora ein literarisches Denkmal in seinem Werk El Filibusterismo („Der Aufruhr“).